# Cerce, Kamin-Kașîrskîi
Cerce (în ucraineană Черче) este localitatea de reședință a comunei Cerce din raionul Kamin-Kașîrskîi, regiunea Volînia, Ucraina.

## Demografie
Componența lingvistică a localității Cerce
     Ucraineană (99,82%)
     Alte limbi (0,18%)
Conform recensământului din 2001, majoritatea populației localității Cerce era vorbitoare de ucraineană (99,82%), existând în minoritate și vorbitori de alte limbi.